# Дягелец
Дягелец (бел. Дзягелец) — деревня в Берёзовском районе Брестской области Белоруссии. Входит в состав Здитовского сельсовета.

## География
Деревня находится в центральной части Брестской области, при автодороге Р-84, на расстоянии приблизительно 5 километров (по прямой) к югу от города Берёза, административного центра района. Абсолютная высота — 146 метров над уровнем моря. Площадь населённого пункта — 0,9954 км².

## История
По состоянию на 1905 год, в Дзягельце проживало 460 человек. В административном отношении деревня входила в состав Березской волости Пружанского уезда Гродненской губернии.
Согласно Рижскому мирному договору (1921), деревня вошла в состав межвоенной Польши. Входила в состав гмины Берёза Картузская Пружанского повета Полесского воеводства Польши. В 1921 году числилось 385 жителей, проживавших в 78 домах. В этническом составе населения того периода поляки составляли 55 %, белорусы — 45 %. В конфессиональном составе населения преобладали православные христиане (74 %) и католики (26 %).
С 1939 года в БССР, с 1940 года деревня в составе Мошковичского сельсовета.

## Население
По данным переписи 2019 года, в деревне проживало 148 человек.
| Год  | Население, человек |
| ---- | ------------------ |
| 1905 | 460                |
| 1921 | ↘ 385              |
| 2009 | ↘ 146              |
| 2019 | ↗ 148              |